# بیت لحم تیلهون آلمو
بیتلم تیلاهون آلمو (متولد ۱۹۸۰) یک تاجر اتیوپیایی، بنیانگذار و مدیرعامل شرکت سولربلز، بهعنوان سریع‌ترین شرکت تولید کفش در آفریقا شناخته می‌شود. او به‌خاطر هوش تجاری و همچنین تلاش‌هایش برای تغییر نگرش نسبت به آفریقا (از تصویر فقر به تصویری مبتنی بر کارآفرینی، سرمایه اجتماعی و ظرفیت‌های اقتصادی این قاره) مورد تحسین و تقدیر قرار گرفته است. بیتلم همچنین جمهوری چرم را تأسیس کرد که محصولات چرمی لوکس و پایدار طراحی می‌کند، و فروشگاه‌های خرده‌فروشی باغ قهوه را برای معرفی قهوه‌های اتیوپیایی راه‌اندازی نمود.

## اوایل زندگی
بیتلم تیلاهون آلمو در محله زِنِبه‌وِرک در آدیس‌آبابا به دنیا آمد. پدر و مادرش هر دو در یک بیمارستان محلی مشغول به کار بودند. او تحصیلات ابتدایی و متوسطه خود را در مدارس دولتی گذراند و سپس در دانشگاه یونیتی در رشته حسابداری تحصیل کرد تا اینکه در سال ۲۰۰۴ فارغ‌التحصیل شد.
بیتلم نخستین زن کارآفرین آفریقایی بود که در اجلاس جهانی کلینتون به سخنرانی پرداخت. همچنین در سال ۲۰۱۱، از سوی جوایز کسب‌وکار آفریقا به عنوان زن تاجر برجسته آفریقایی انتخاب شد.

## سرمایه‌گذاری‌های تجاری
در اوایل سال ۲۰۰۵، بیتلم شرکت سولربلز را با هدف ایجاد فرصت‌های شغلی پایدار (هم از نظر زیست‌محیطی و هم اقتصادی) برای جامعه‌اش تأسیس کرد. او با مشاهده بیکاری مزمن در میان صنعتگران ماهر محله زنبه‌ورک، بر آن شد تا استعدادهای آنان را به جهانیان معرفی کند و برای هممحله‌ای‌هایش اشتغالزایی کند.
کفش‌های این شرکت با زیره‌هایی از لاستیک‌های بازیافتی خودرو تولید می‌شوند. امروزه سولربلز با شبکه‌ای از فروشگاه‌ها در نقاط مختلف جهان از جمله اتیوپی، سنگاپور، سوئیس و تایوان حضور دارد.
بیتلم به‌شدت به این دستاورد خود می‌بالد که توانسته برندهای معتبری مانند سولربلز و باغ قهوه (Garden of Coffee) را در سطح جهانی تأسیس کند.

## تاریخچه
شرکت سولربلز فعالیت خود را از یک کارگاه کوچک آغاز کرد که در زمینی متعلق به مادربزرگ بیتلم در محله زنبه‌ورک قرار داشت.

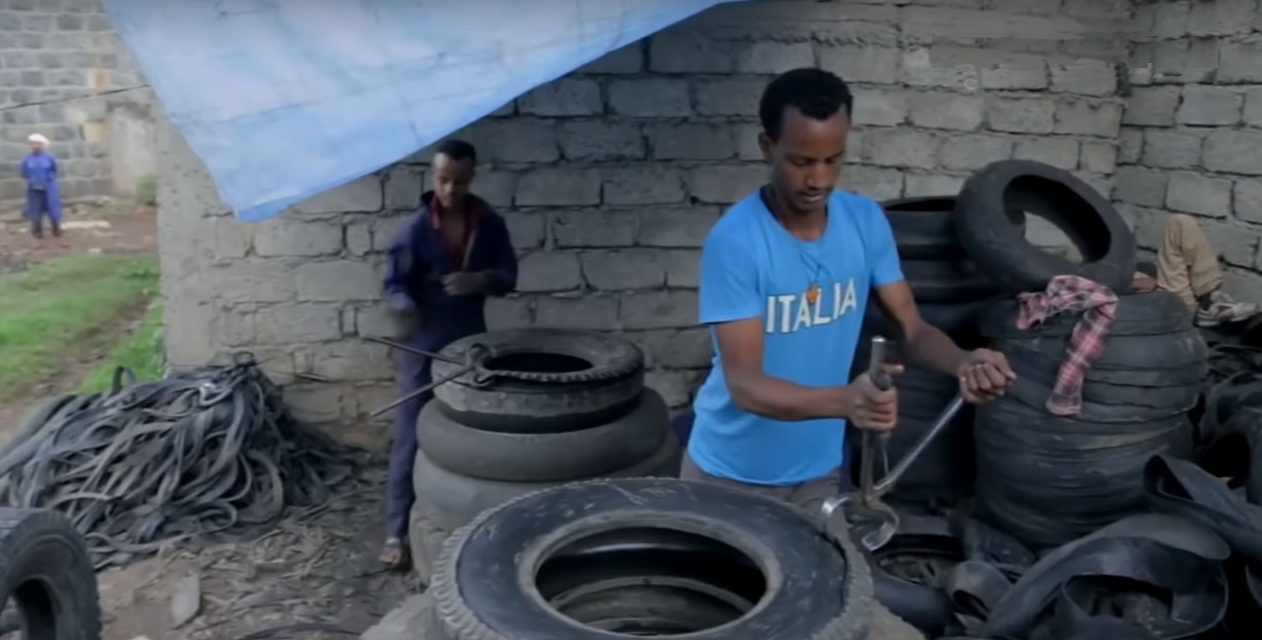
لاستیک برای کفش

امروز سولربلز به شرکتی پررونق تبدیل شده که ۳۰۰ نیروی کار در اتیوپی را استخدام می‌کند.این برند در ۳۰ کشور جهان توزیع شده و به بازارهای بزرگی مانند غذای کامل و تجهیزات شهری و آمازون محصولات خود را می‌فروشد. همچنین برنامه‌هایی برای افتتاح فروشگاه‌های اختصاصی و دارای نمایندگی در اتریش، سوئیس، تایوان و بریتانیا در دست اجرا بود. بیتلم با انگیزه ایجاد مشاغل پردرآمد و بهبود رفاه اجتماعی، قصد داشت از مهارت‌های صنعتگران محلی و منابع طبیعی اتیوپی بهره ببرد. ایده تولید کفش به‌عنوان محصول اصلی شرکت در مراحل بعدی شکل گرفت. الهام‌بخش او سلیت یا باراباسو بود، کفش‌های سنتی ساخته‌شده از تایرهای بازیافتی که در اتیوپی تولید می‌شدند. همین کفش‌های بومی، پایه‌ای شدند برای کسب‌وکاری که او بنا نهاد.
در سال ۲۰۱۶ این شرکت ۱۲۵۰۰۰ جفت کفش فروخت و ۱۲۰۰ شغل ایجاد کرد.

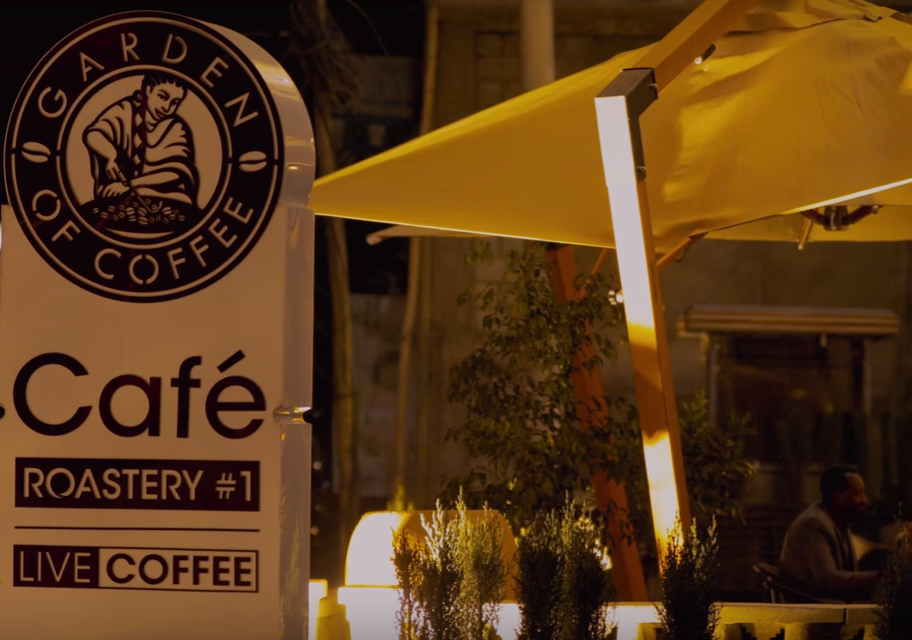
باغ قهوه در سال ۲۰۱۷

در سال ۲۰۱۴، بیتلم در پستی روی وب‌سایت سولربلز از راه‌اندازی یک سرمایه‌گذاری تجاری جدید به نام جمهوری چرم خبر داد. او صنعت کالاهای چرمی لوکس را آماده برای بازتعریف اساسی توصیف کرد، مشابه تحولی که پیش‌تر با سولربلز در صنعت کفش ایجاد کرده بود. جمهوری چرم ضمن پایبندی به اصول پایداری محیط‌زیستی و اقتصادیِ مشابه سولربلز، بر مفهوم انتخاب مشتری تأکید دارد، این که مشتریان بتوانند هم طراحی محصول، هم تولیدکننده و هم سازمان خیریه‌ای که ۵٪ از مبلغ پرداختی به آن تعلق می‌گیرد را خود انتخاب کنند. این رویکرد نوآورانه، تجربه خرید را به سطحی کاملاً شخصی‌سازی شده ارتقا می‌دهد.

## فلسفه

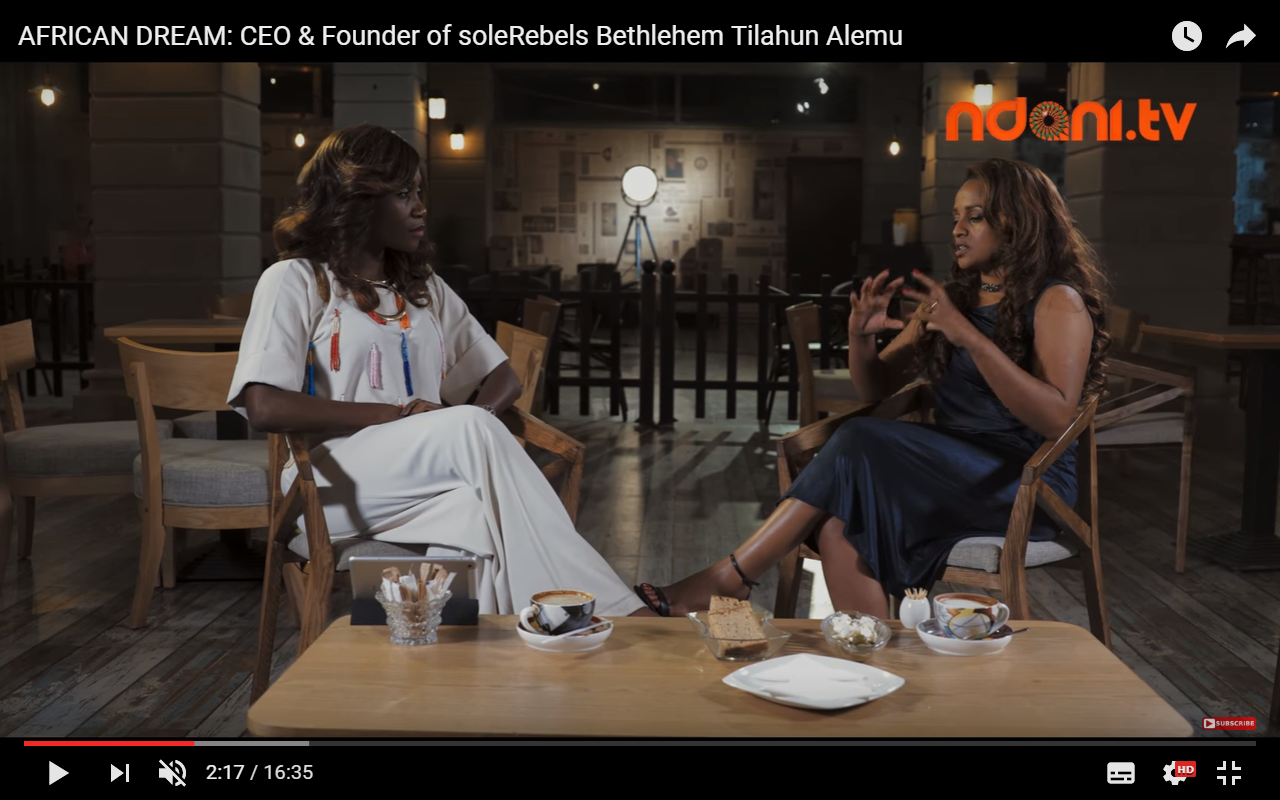
مصاحبه در تلویزیون نیجریه

بیتلم باور دارد که باید روایت سنتی دربارهٔ آفریقا و به‌ویژه اتیوپی را تغییر دهد. او می‌گوید: «این کلیشه که آفریقایی‌ها نمی‌دانند چگونه مسیر پیشرفت و رفاه را برای خود بسازند، باید به چالش کشیده شود.»به گفته او، اتیوپیایی‌ها باید کنترل روایت خود را از دست کسانی خارج کنند که آن‌ها را صرفاً به‌عنوان مردمی نیازمند کمک تصویر می‌کنند. بیتلم در مصاحبه‌ای با زن قدرتممند بعدی تأکید کرد: «ما باید خودمان داستان موفقیت‌مان را تعریف کنیم.» او معتقد است موفقیت شرکت‌هایی مانند سولربلز در سطح جهانی، نه‌تنها این تصویرهای کلیشه‌ای را از بین می‌برد، بلکه به اتیوپیایی‌ها این فرصت را می‌دهد که هویت جدیدی برای خود در عرصه بین‌المللی خلق کنند.

## افتخارات و افتخارات
- در سال ۲۰۱۱ بیت لحم توسط مجمع جهانی اقتصاد به عنوان رهبر جوان جهانی انتخاب شد.[۱۰][۱۱]
- بیت لحم در سال ۲۰۱۱ در فهرست ۲۰ جوان قدرتمندترین زن آفریقایی مجله فوربس قرار گرفت.[۵]
- در سال ۲۰۱۲ آلمو در لیست ۱۰۰ قدرتمندترین فوربس قرار گرفت و به عنوان یک زن برای تماشا معرفی شد.[۱۲]
- در سال ۲۰۱۲، بیت‌لحم توسط بیزنس اینسایدر به عنوان یکی از ۵ کارآفرین زن برتر آفریقا معرفی شد.[۱۳]
- در سال ۲۰۱۲ بیت لحم به عنوان همکار ونچر نیویورک توسط شهردار بلومبرگ انتخاب شد.[۱۴]
- در سال ۲۰۱۲ بیت لحم به عنوان یکی از ۱۰۰ زن پویا مجله آریس انتخاب شد که آفریقای مدرن را شکل می‌دهند.[۱۵]
- در سال ۲۰۱۳، بیت لحم به عنوان شماره ۶۲ در فهرست "۱۰۰ خلاق‌ترین افراد خلاق در تجارت ۲۰۱۳" توسط شرکت Fast ثبت شد.[۱۶]
- در سال ۲۰۱۳ بیت لحم در اجلاس جهانی یک جوان در آن سال مشاور بود.[۱۷]
- در سال ۲۰۱۳ بیت لحم به عنوان یکی از «۱۵ زن قدرتمند آفریقایی» مادام فیگارو در لیست قرار گرفت.[۱۸]
- در سال ۲۰۱۳ بیت لحم برای پیوستن به هیئت مشورتی پلتفرم صنعت سبز، که توسط سازمان توسعه صنعتی ملل متحد و برنامه محیط زیست سازمان ملل متحد تشکیل شده بود، انتخاب شد.[۱۹]
- در سال ۲۰۱۳ بیت لحم توسط خوانندگان گاردین به عنوان یکی از «زنان برتر آفریقا» انتخاب شد.[۲۰]
- در سال ۲۰۱۴، بیت لحم به عنوان یکی از «۱۲ کارآفرین زن که روش کسب و کار ما را تغییر دادند» CNN معرفی شد.[۲۱]